# دانا ایوانز (بسکتبال)
دانا ایوانز (انگلیسی: Dana Evans؛ زادهٔ ۱ اوت ۱۹۹۸) بازیکن بسکتبال اهل ایالات متحده آمریکا است.